# Leopoldo Marinho de Paula Lins
Leopoldo Marinho de Paula Lins (Barreiros, 13 de dezembro de 1857- ) foi um jurista e político brasileiro. Além de Promotor Público e Juiz, foi também Prefeito, Deputado Estadual, Chefe de Polícia, Senador Estadual e Deputado federal pelo Estado de Pernambuco durante a República Velha.
Atuou como aliado dos grupos políticos liderados por Floriano Peixoto, Francisco Rosa e Silva e Sigismundo Gonçalves.
Era avô do ex-Senador da República Luiz Pinto Ferreira, também formado pela Faculdade de Direito do Recife.

## Biografia
Leopoldo nasceu em Barreiros (PE) no dia 13 de dezembro de 1857, filho de José Lins de Barros e de Blandícia de Paula Lins. Assim como seus familiares, foi também Senhor de Engenho e usineiro. Aos 19 anos de idade, em 1877, ingressou na Faculdade de Direito do Recife, onde se formou em 1881 durante os últimos anos do Império. No mesmo ano em que se formou, foi escolhido Promotor de Justiça de Barreiros, sua cidade natal. Permaneceu nessa função até 1883, quando foi nomeado Juiz Municipal no Rio Grande do Sul. Em 1885, chegou também a ser nomeado Juiz Municipal de Santarém (Pará), mas não aceitou o convite e retornou para Pernambuco. Após o advento da República, e na condição de aliado de Floriano Peixoto, tornou-se Promotor de Justiça de Palmares em 1891. 
Assim como outros juristas pernambucanos, iniciou a vida política nas fileiras do Partido Liberal nos últimos anos do Período Imperial. No entanto, apenas ocupou cargos eletivos anos depois. Em 1892, na condição de Promotor de Justiça, foi eleito Prefeito da cidade de Palmares. Tornou-se, portanto, o segundo prefeito da cidade. No ano seguinte, foi eleito deputado estadual em Pernambuco. Em 1897, foi eleito Senador Estadual de Pernambuco, tendo sido nomeado Chefe de Polícia do Estado em 1899 pelo governador Sigismundo Antônio Gonçalves.
Em 1909, foi eleito deputado federal - exercendo a função até 1911. Neste ano, porém, seu grupo político liderado por Rosa e Silva foi derrotado por Dantas Barreto em um dos episódios mais turbulentos da política pernambucana. Desse modo, voltou para a política local, aparecendo como "Chefe Político" da cidade de Palmares no Jornal "O Estado de Pernambuco" em edição de 1911.